# Feliks Frydman
Feliks Frydman również Friedman (ur. 14 maja 1897 w Warszawie, zm. w sierpniu 1942 w obozie zagłady w Treblince) – polsko-żydowski malarz, grafik i krytyk artystyczny. 

## Życiorys
W 1916 ukończył gimnazjum. Studiował w Szkole Sztuk Pięknych w Warszawie i w Paryżu. Służył w Wojsku Polskim. Założył Żydowskie Towarzystwo Krzewienia Sztuk Pięknych i Stowarzyszenie Artystów Plastyków Żydowskich w Polsce, którego w latach 30. był prezesem. Był także członkiem Towarzystwa Zachęty Sztuk Pięknych oraz Związku Literatów i Dziennikarzy Żydowskich. Od 1918 miał liczne wystawy m.in. w TZSP, Instytucie Propagandy Sztuki i w Żydowskim Towarzystwie Krzewienia Sztuk Pięknych w Warszawie, w Paryżu (1926) i Frankfurcie nad Menem.
Mieszkał w Warszawie, a w 1939 w Kazimierzu Dolnym.
Tworzył malarstwo portretowe, martwe natury, kompozycje kwiatowe, był też grafikiem. Opublikował album rysunkowych szkiców portretowych pisarzy i aktorów żydowskich.
Znalazł się getcie warszawskim. Był tam członkiem Rady Kultury przy Judenracie.
Został ujęty w getcie warszawskim w czasie wielkiej akcji deportacyjnej, najprawdopodobniej w związku z likwidacją przez Niemców 25 sierpnia 1942 roku warsztatów firmy K.H. Müller przy ul. Mylnej 18, gdzie przebywał wraz z artystami żydowskimi, w tym z Abrahamem Ostrzegą i Romanem Rozentalem. Zginął w obozie zagłady w Treblince.
Jego dzieła znajdują się w zbiorach Muzeum Narodowego w Warszawie i w Żydowskim Instytucie Historycznym w Warszawie.